# Ciriaco Rocci
Ciriaco Rocci (né en 1582 à Rome, alors dans les États pontificaux, et mort dans cette même ville le 25 septembre 1651) est un cardinal italien du XVIIe siècle. Il est un neveu du cardinal Pompeio Arrigoni (1596) et l'oncle du cardinal Bernardino Rocci (1675).

## Biographie
Rocci est abbreviatore del parco maggiore à la chancellerie apostolique, référendaire au tribunal suprême de la Signature apostolique, gouverneur de Viterbe, vice-légat à Ferrare et prélat à la Congrégation de le Bonne gouvernance de l'état ecclésiastique. En 1628 il est nommé archevêque titulaire de Patras. Il est nonce en Suisse en 1628-1630 et en Autriche (en) en 1630-1634.
Rocci est créé cardinal in pectore par le pape Urbain VIII lors du consistoire du 19 novembre 1629. Sa création est publiée le 28 novembre 1633. Le cardinal Rocci est légat à Ferrare en 1637-1640 et camerlingue du Sacré Collège en 1646-1647. Il participe au conclave de 1644, lors duquel Innocent XI est élu.

## Succession apostolique
Ciriaco Rocci a ordonné les évêques suivants :
- Évêque Matthias Geißler (1631)
- Évêque Pietro Bellino (en) (1636)
- Évêque Francesco Bianchi (1636)
- Évêque Orazio Muscettola (1636)
- Évêque Maurizio Ragano (en) (1636)
- Évêque Sallustio Bartoli (1636)
- Évêque Pietro Paolo de Rustici (it), O.S.B. (1637)
- Évêque Franz Johann Vogt von Altensumerau und Prasberg (de) (1641)
- Évêque Marcantonio Tomati (en) (1641)
- Archevêque Giulio Cesare Barbera (it) (1643)
- Évêque Alessandro Salzilla (1643)
- Évêque Bartolomeo Vannini (1643)
- Évêque Martin Bogdan (hr) (1643)
- Évêque Giacomo Raimondi (1644)
- Évêque Francesco de' Notari (en), O.M. (1644)
- Évêque Francesco Carducci (it) (1644)
- Cardinal Mario Theodoli (1644)
- Cardinal Carlo Carafa della Spina, C.R. (1645)
- Évêque Aniello Campagna (en) (1645)
- Évêque Flavio Galletti, O.S.B. (1646)
- Évêque Michelangelo Brancavalerio (en) (1648)
- Évêque Leonardo Leria, O.Carm. (1649)